# Alaskobius adlatus
Alaskobius adlatus är en mångfotingart som beskrevs av Chamberlin 1946. Alaskobius adlatus ingår i släktet Alaskobius och familjen stenkrypare. Inga underarter finns listade i Catalogue of Life.